# Shōbara
Shōbara (江田島市 Shōbara-shi?) este un municipiu din Japonia, prefectura Hiroshima.